# Nordlandsserien
Nordlandsserien, bokserie utgiven av Kometförlaget. Från omslagsfliken: "Följ händelserikt skiftande och romantiska människoöden, möt de stora, ödsliga vidderna, floderna, skogarna och bergen. Författarna är i många fall män som själva upplevt vildmarken." Böckerna är gröna med guldfärgat tryck på ryggen.
| Volym | Titel                       | Författare                | Utgivningsår |
| ----- | --------------------------- | ------------------------- | ------------ |
| 1     | Klondyke-Bill               | Helge Ingstad             |              |
| 2     | Flickan i Paradisdalen      | William B. Mowery         |              |
| 3     | Nordvästpassagen, del 1     | Kenneth Roberts           | 1966         |
| 4     | Nordvästpassagen, del 2     | Kenneth Roberts           | 1966         |
| 5     | Och bortom sjunga skogarna  | Trygve Gulbranssen        | 1966         |
| 6     | Det förlovade landet        | James Oliver Curwood      |              |
| 7     | Stor-Nils                   | Albert Viksten            |              |
| 8     | Den gyllene floden          | William B. Mowery         |              |
| 9     | Livskamrater                | Benedict & Nancy Freedman |              |
| 10    | Norrut mot faran            | Tom Gill                  |              |
| 11    | Det blåser från Dödingfjäll | Trygve Gulbranssen        |              |
| 12    | De sökte nytt land          | Albert Viksten            | 1966         |
| 13    | Förbjudet guld              | William B. Mowery         | 1966         |
| 14    | Men rakt igenom går vår väg | Trygve Gulbranssen        |              |
| 15    | Vildmarkens sång            | William B. Mowery         |              |